# FC Kyzyl-Jar Petropavl
FC Kyzyl-Jar este o echipă de fotbal din Petropavl, Kazakhstan care evoluează în Superliga.

## Istoricul denumirilor
- 1968 : Fondat ca Avangard
- 1970 : Redenumit Metallist
- 1979 : Redenumit  Avangard
- 1990 : Redenumit  Metallist
- 1998 : Redenumit  Esil
- 1999 : Redenumit  Access-Esil
- 2000 : Redenumit  Esil Bogatyr
- 2008 : Redenumit  Kyzylzhar [1]